# 崎頂里 (苗栗縣)
崎頂里，舊稱「老衢崎頂」，位於臺灣苗栗縣竹南鎮西北部，地形位居東高西低的尖筆山丘陵地，因四周的坡崖與平原相接壤，故得名。其村落最早於清光緒年間，由林開先等人率眾開墾。1895年間，該里曾是「尖筆山之役」的抗日戰場。日人統治臺灣後，著手興建鐵道，由於山線與海線自竹南匯集後，均得向西繞行，以避開尖筆山的地形阻礙。

## 景點
- 崎頂車站
- 老衢觀海
- 子母隧道
- 龍神碑
- 南十八尖山風景區
- 動物用藥品檢定分所小神社
- 義軍抗暴紀念碑
- 四方牧場
- 雙口馬場

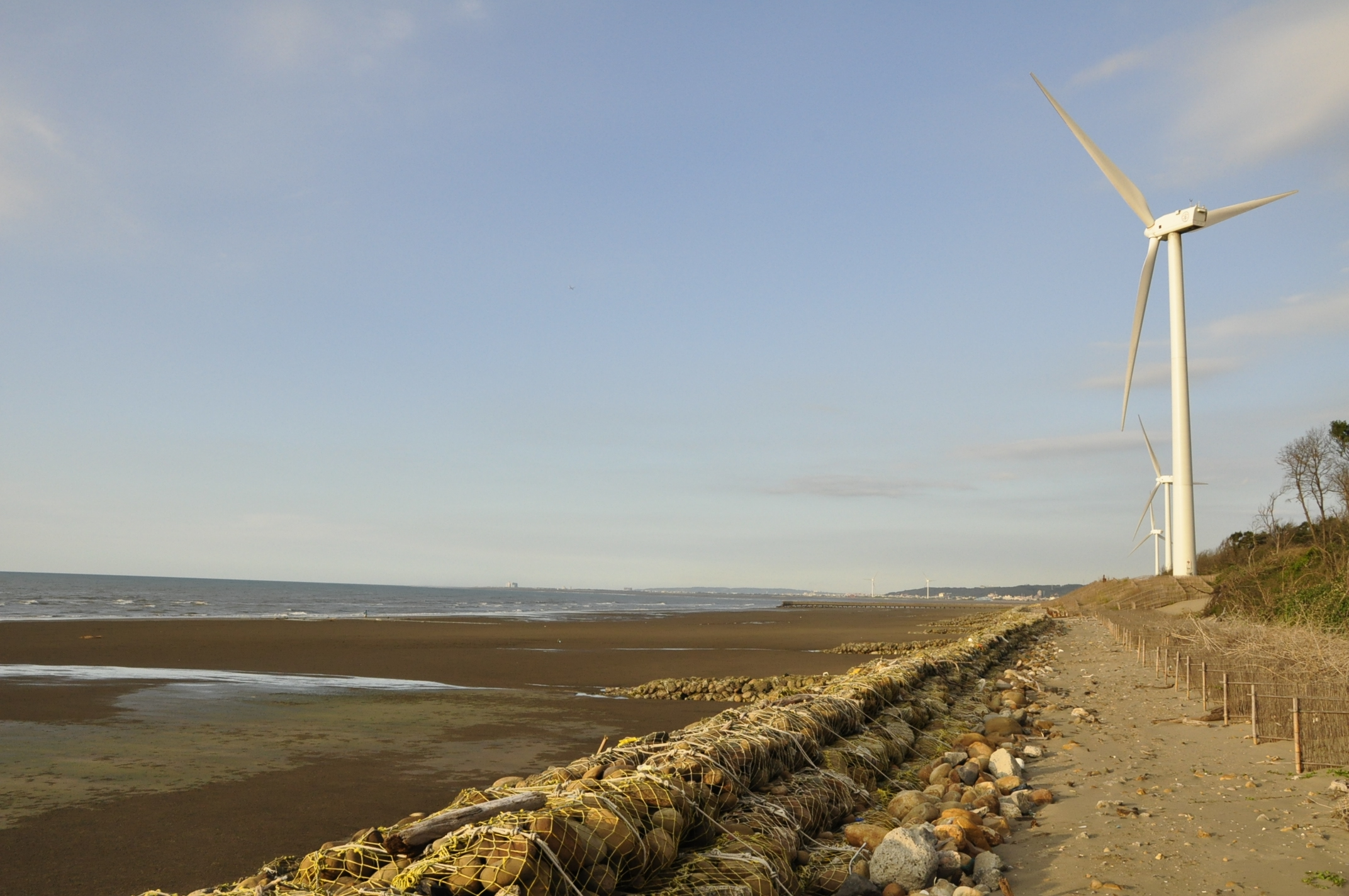
清天泉沙灘
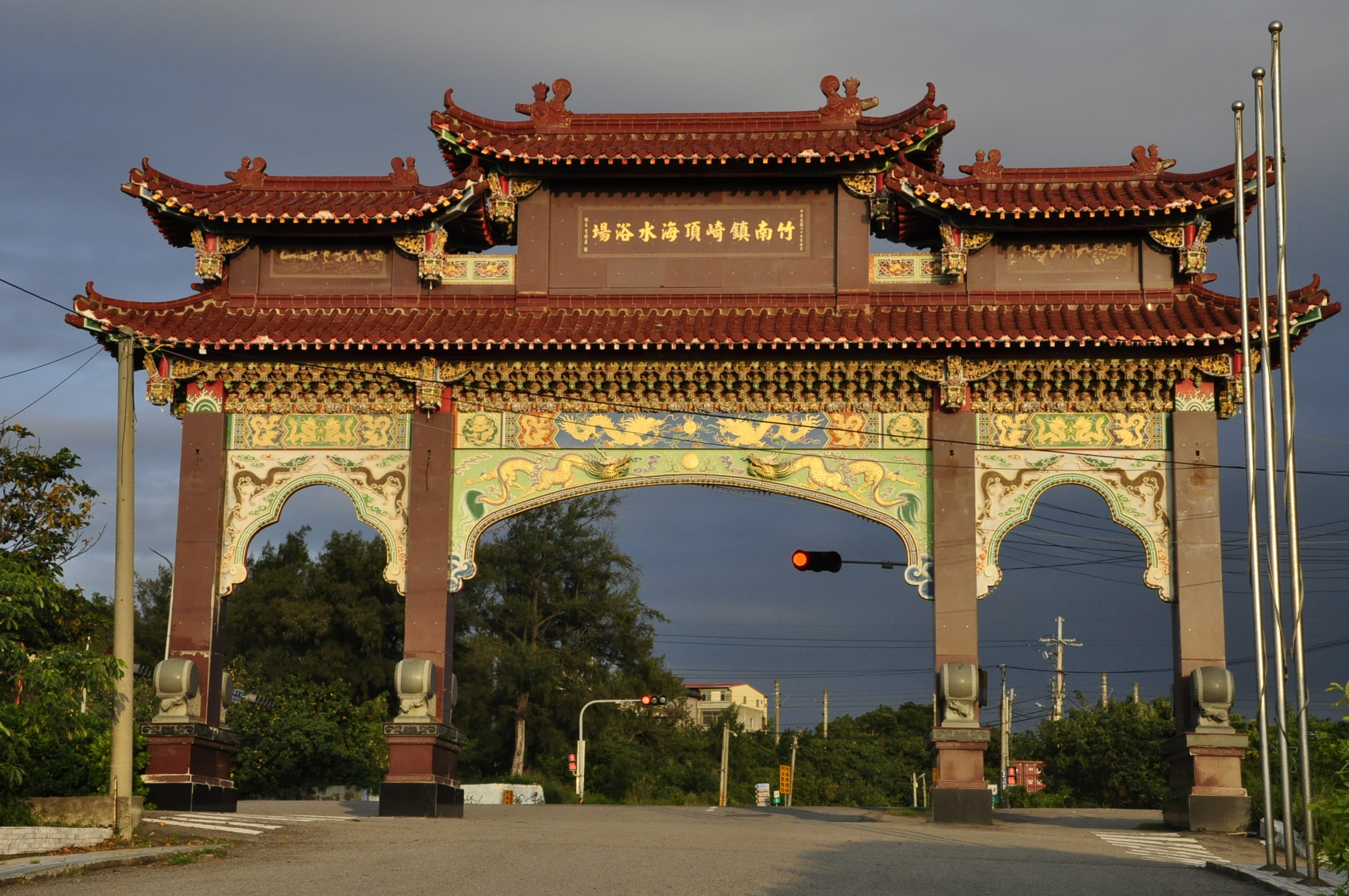
崎頂海水浴場
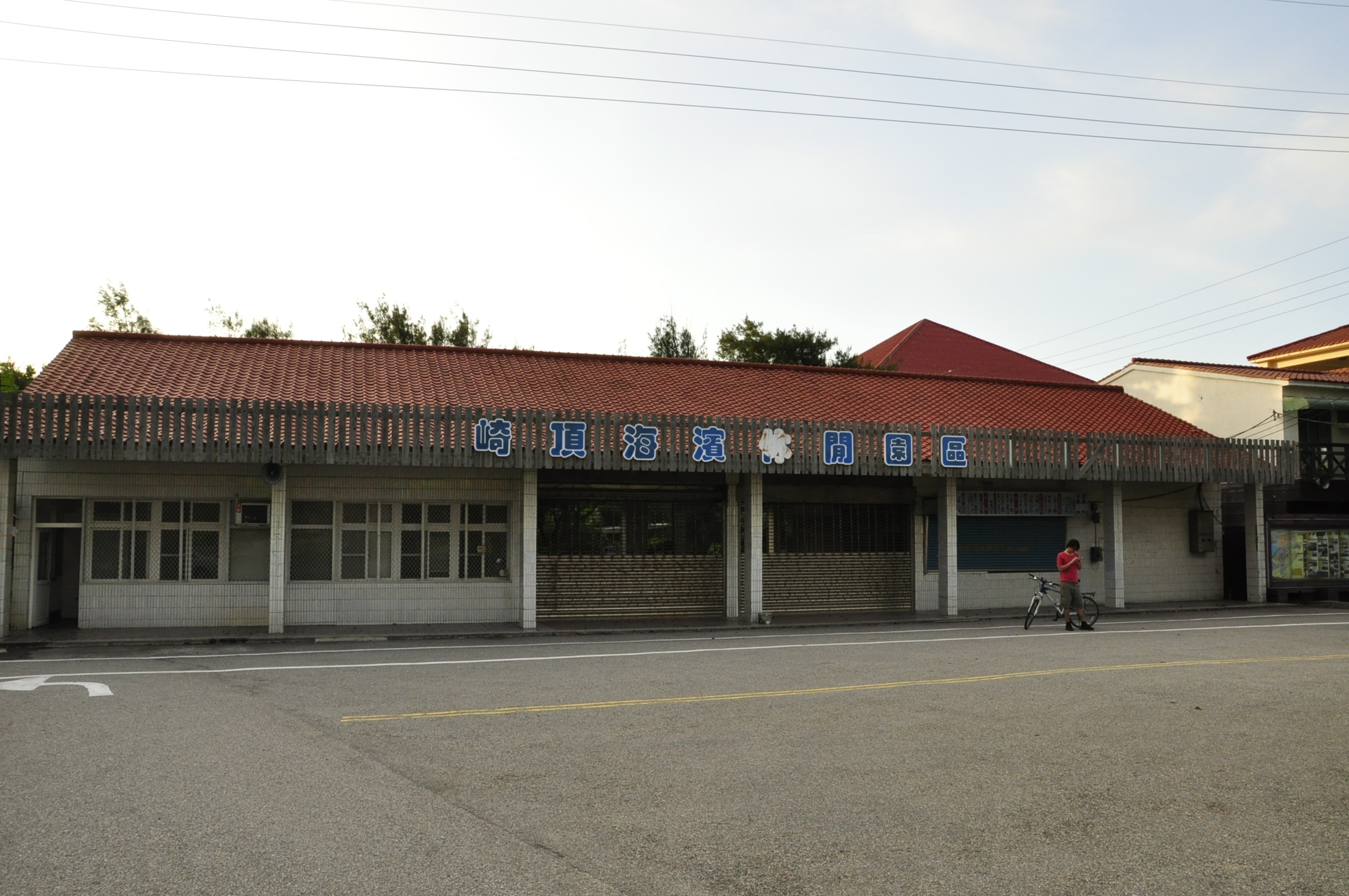
崎頂海濱休閒園區

- 崎頂觀景台
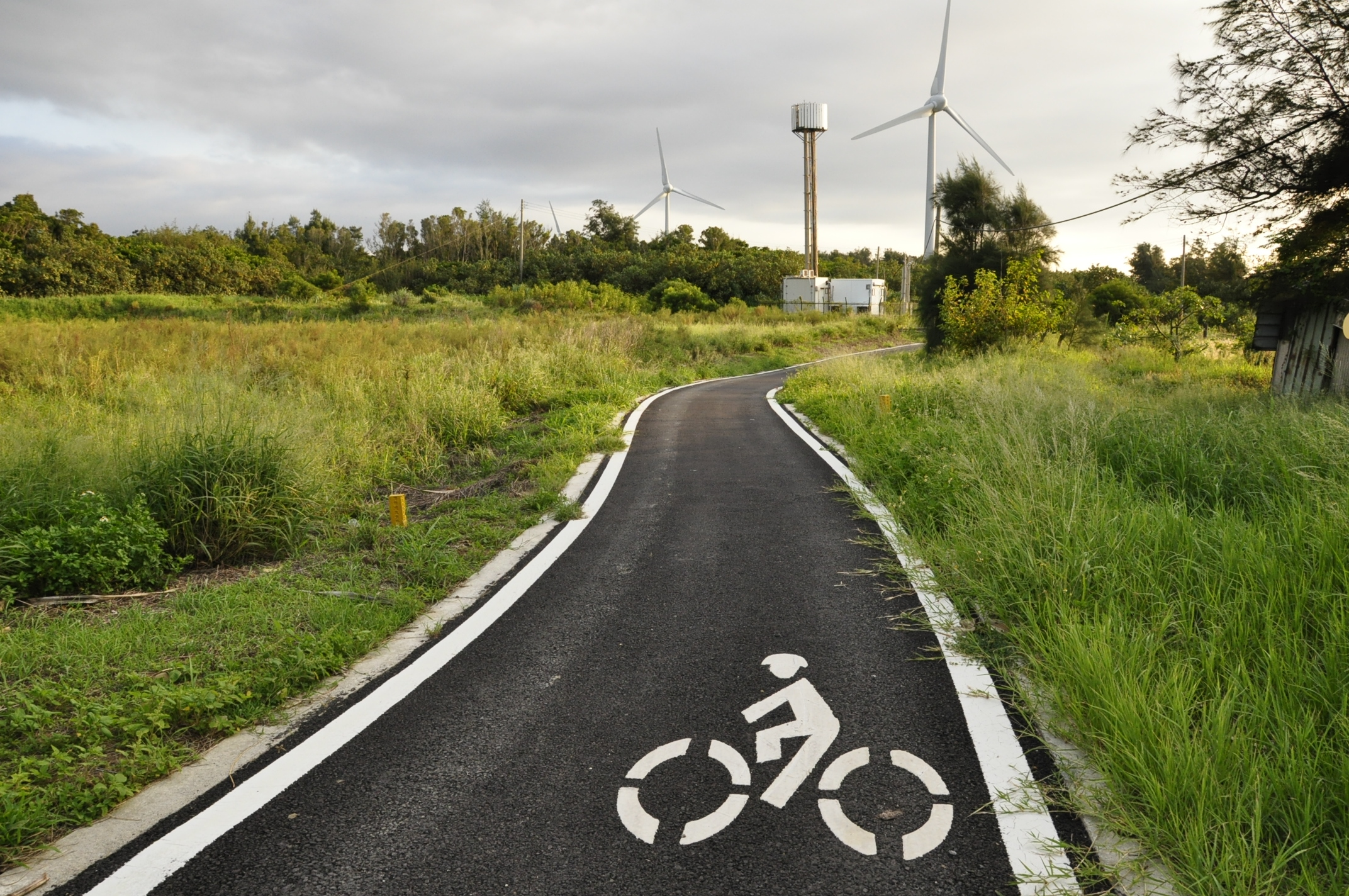
竹風綠光海風自行車道
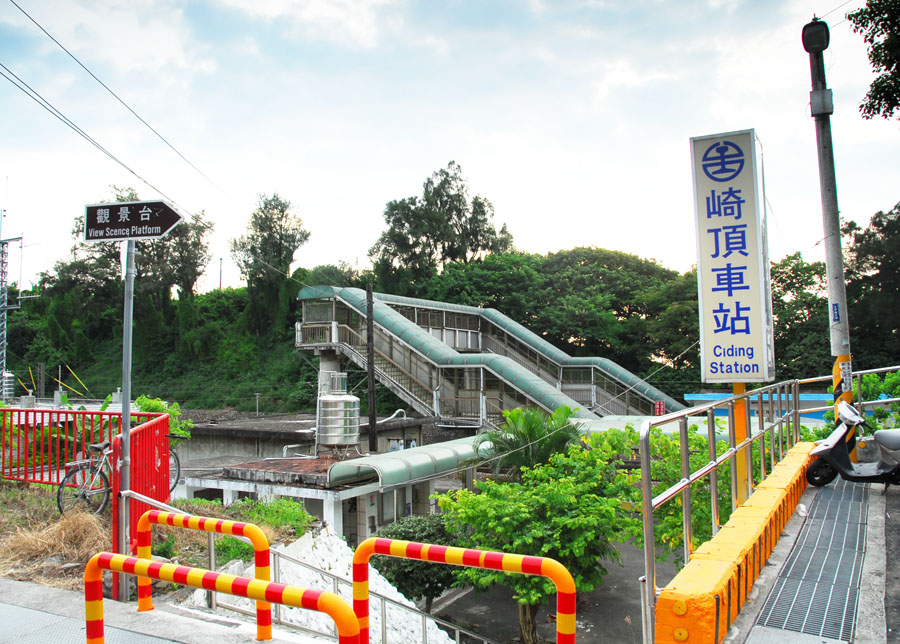
崎頂車站
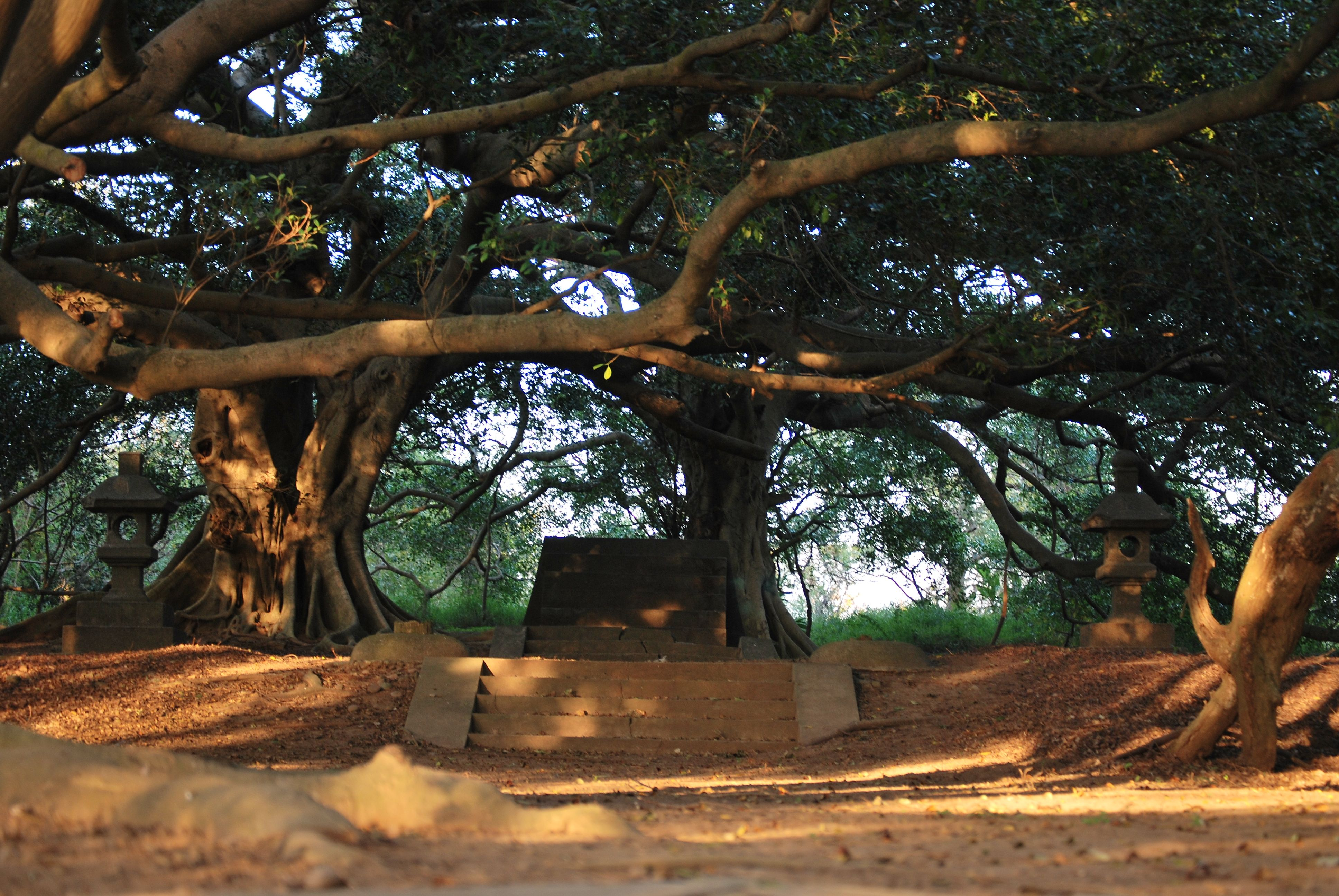
竹南鎮崎頂日出神社
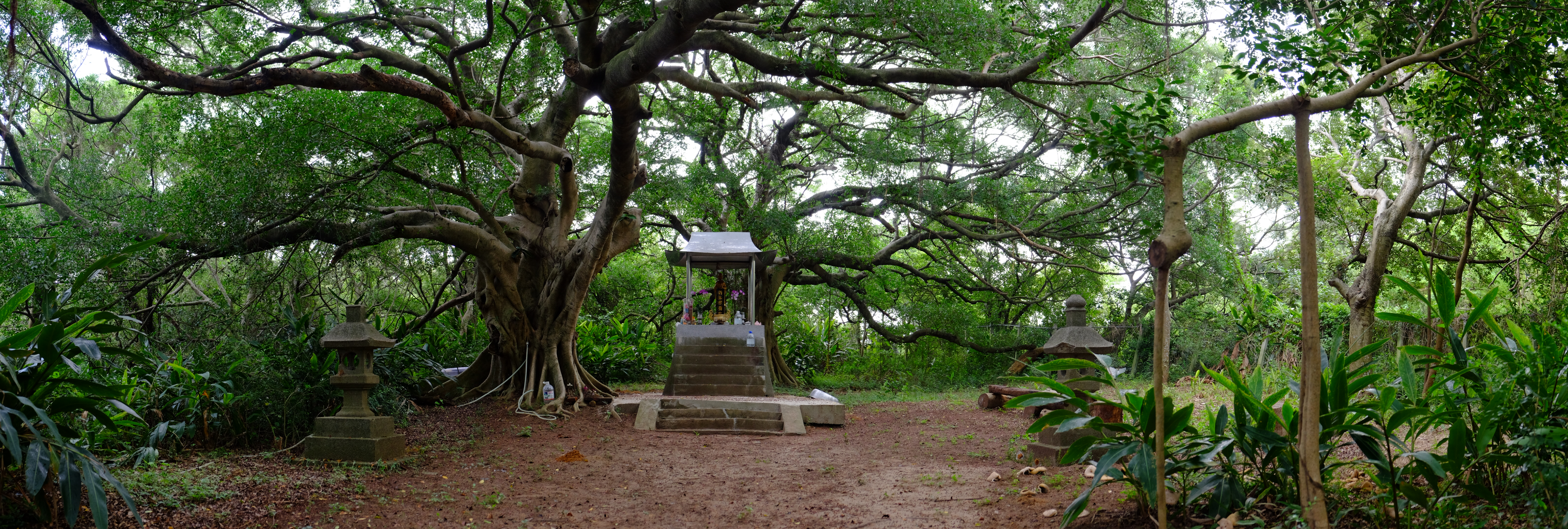
2016年崎頂日出神社

- 清天泉沙灘
- 崎頂海水浴場
- 崎頂海濱休閒園區
- 竹南自行車道
- 崎頂車站
- 竹南鎮崎頂日出神社
- 2016年崎頂日出神社

## 相關連結
苗栗縣 竹南鎮 『北白川宮能久親王』紀念碑 (龍神碑)
https://cjyyou.pixnet.net/blog/post/229168850 （页面存档备份，存于）
獨步山林間636：竹南尖筆山
青草山，尖筆山，南十八尖山(赤山) [2007/4/14]
https://www.waytogo.cc/user/kenny/2007/w636/index.htm